# UGA (カラオケ)

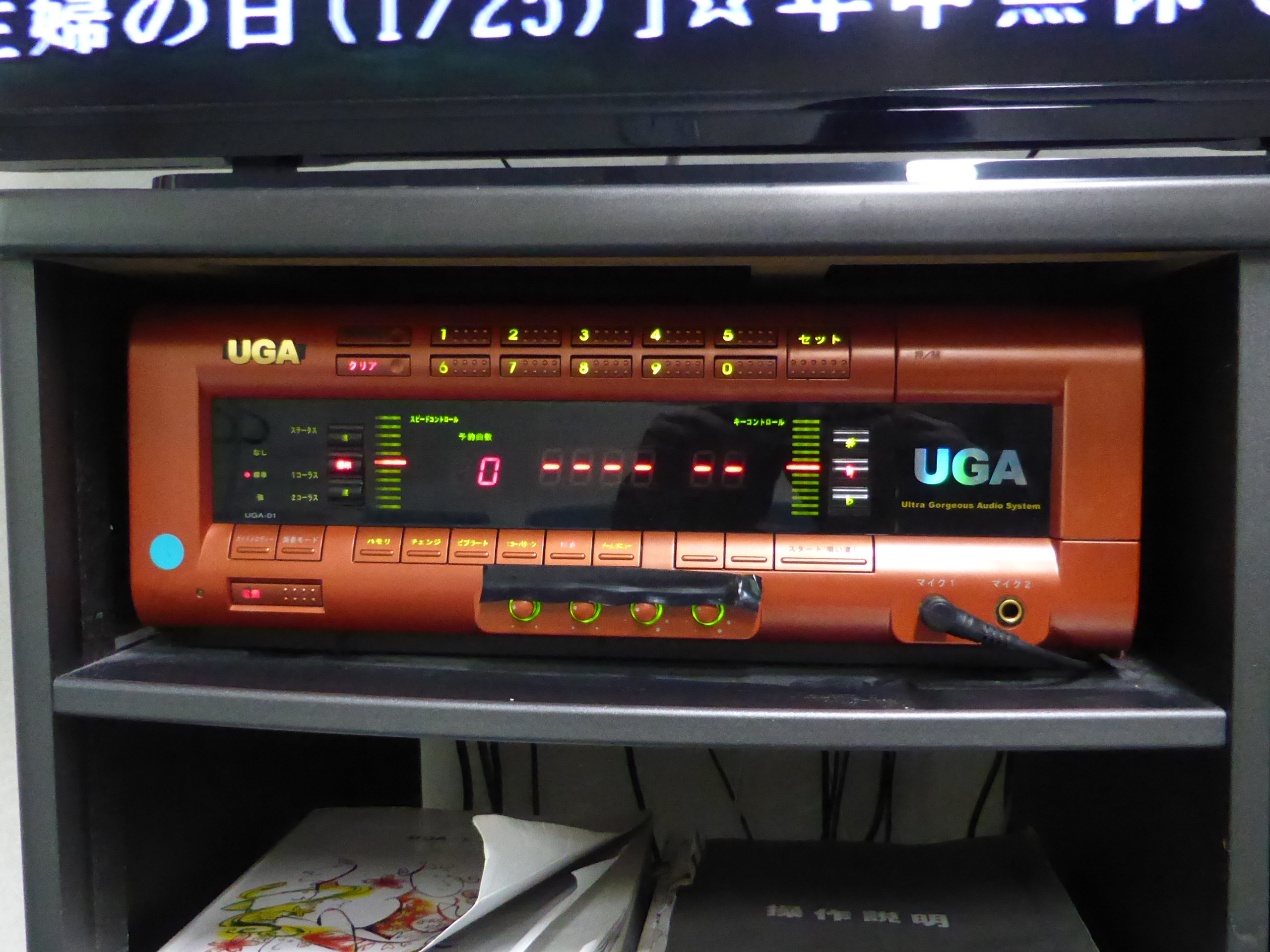
UGA（ウガ：UGA-01(c)）

UGA（ウガ、Ultra Gorgeous Audio system）は、エクシングが運用していた通信カラオケ機器、および通信カラオケ機種のブランドである。

## 運営会社の変更
かつてはBMBが運営していたが、2009年10月末に当時の親会社であるUSENとJOYSOUNDを運営するエクシングとの間でBMBの全株式をエクシングに譲渡する株式譲渡契約を締結、2010年1月20日エクシングへの株式譲渡が完了した。譲渡時の方針では、UGAについては当面の間従来どおりBMBが運営する予定であったが、2010年7月1日付でBMBがエクシングに吸収合併され解散、エクシングに移管された。
エクシングに移管されて以降、同社は2012年6月にJOYSOUND f1（ジョイサウンドエフワン：JS-F1）を皮切りにUGAの曲の一部に対応したJOYSOUNDの新機種を発表していったが、UGAの機種はBMB時代に発表されたU→（ウガネクスト/uga next）系を最後に発表されないまま、U+（ウガプラス/uga plus）以前の機種向けの2018年3月に新曲の配信が終了、U→（ウガネクスト/uga next）およびUGA-RAKUEN「楽宴」シリーズについても2024年3月末をもって新曲配信の終了が、また同年10月末をもってサービスが終了、およそ20年の歴史に終止符を打った。末期である2025年3月時点での公式サイト上の店舗検索ではU→のみ残っており、一部の店舗を除きカラオケの鉄人の鉄人化計画製の機器統合システム下に接続されたもののみとなっていた。

## UGAシリーズ
UGA-neonR2（ウガネオンアールツー：NMU-R20(C)）
2004年3月発売。当初は前身であるneonシリーズでありUGAシリーズに含まれていなかったが、後年編入された。
UGA（ウガ：UGA-01(c)）
2004年5月発売。業界最多の15万曲配信（2025年3月時点）、ブロードバンド対応、業界初の縦置き対応、Bluetooth対応リモコン「コナビ」・タッチパネル式電子早見本「ナビカラ」（オプション）などを装備。2004年度グッドデザイン賞受賞。2018年3月をもって新曲配信終了。
業界最多の15万曲配信
通信カラオケにおける最多曲数はエクシングの販売するHyperJoy V2の約5万数千曲だったが、UGAは発売開始時に業界最多となる7万曲を配信し、さらに同年10月までに10万曲への増曲を行った（2025年3月現在の業界1位は約38万曲配信のエクシングの販売するJOYSOUND f1である）。選曲表は3冊に分かれていた（曲名順用、歌手名順・ジャンル別用、外国曲用）。増曲時の選曲には賛否両論がある。また多彩な楽曲アレンジも多曲配信に大きく寄与している。
業界初の縦置き対応
従来の据え置き型カラオケ機器はビデオテープレコーダ、ビデオデッキのような横置きだったが、UGAは専用キャビネットを使用して縦置きにすることが出来る。これと液晶ディスプレイを併用することにより省スペースを実現する。同時期に発売された同社のneonR2も対応。
業界初のBluetooth無線通信リモコン
「コナビ」「ナビカラ」によるBluetooth無線通信で、本体とリモコンの双方向通信が実現し利便性が向上。さらに従来の赤外線と違って、同じ室内であればどの位置からもデータ送信が行える（全方位通信）。同社のneonR2も採用。
楽曲の配信
楽曲データの配信には、IPネットワークを用いている。楽曲は、センターより各県に設置されているプロキシアプライアンス（Network Appliance社製のNetCache）に予めデータを送信しており、個々のカラオケ端末は設置されている県のNetCacheよりデータを受信している。そしてセンター・プロキシアプライアンス・端末間のデータ送受信はカラオケ利用の少ない時間帯に行われる。これによりセンターへのアクセス集中とセンターから地方へのトラフィックを軽減し、安定した配信が可能となっている。ただし2006年9月にBlue Coat社がNetwork Appliance社のNetCache部門を買収、現在Blue Coat社によるNetCacheの販売・サポートは終了している。そのためUGAのプロキシアプライアンスも、Blue Coat社のProxy SGに置き換えられている可能性が高い。
その他の特徴
旧BMBが販売していた「B-kara」に入っている全楽曲等も選曲可能（事実上同機種の後継）。様々なアレンジなど複数バージョン歌える曲もある。また、ブロードバンドの特色を生かしてミュージック・ビデオ、PV映像などが流れるクリップ・カラオケや、スタジオ録音されたスタ録という曲もある。音質については近年の新譜・クリップカラオケ・スタ録では改善がみられるものの、従来の楽曲には依然として音質がよくない曲も含まれており、曲によるばらつきの大きさが課題となっている。
U+（ウガプラス/uga plus：UGA-10）
2005年11月発売の機種。曲数はUGAとほぼ変わらないが、業界最高水準の128和音に対応。また、動画収録数の大幅増加、ハイビジョン出力対応など動画方面を強化。また、同時に小型化されたタッチパネル式リモコン「UGA NAVI（BT-SN01(F)）」もリリース。こちらはこれまでのUGAでも使用可能。こちらも2018年3月をもって新曲配信終了。
U→（ウガネクスト/uga next：UGA-N10）
2008年9月発売の機種。発売時の曲数はUGAとほぼ変わらないが、第一興商の「Premier DAM」やエクシングの「HyperJoy WAVE」と同等の月間最大1000曲配信となる。2025年3月の時点では、業界第一位の15万曲以上が配信されていた。2024年3月をもって新曲配信終了した。
「Premier DAM」と同様、フロントパネルに液晶を採用している。サウンド面での質の強化を計っており、環境に応じて最適な音質へ補正可能な音場自動補正機能「16バンドパラメトリックイコライザー」と、無停電電源装置 (UPS) を業界初採用した。ハウリングキャンセラー機能や、USBメモリによる楽曲の追加（月間最大500曲のみ）にも対応。オプションで店側独自の未配信楽曲オーダーメイド制作ならびに個別追加登録も可能である。
コンテンツ面においても、独自の音声処理技術（プリセット8種）によって声質を向上させる「ウガボイス」をはじめ、歌唱データを500曲まで残せる「録音機能」や「オンライン採点」の実装などにより、エンターテイメント性・操作性が大幅に強化された。2009年度グッドデザイン賞を受賞した。
発売から17年以上経過しているが、新曲配信は2025年（令和5年）3月現在も行われており、ゴールデンボンバーの「令和」等の数々の多くの新旧譜等の全楽曲等も積極的等に配信されている。但し、BMBとエクシング合併後に配信された全楽曲はJOYSOUNDシリーズと同様の音質となっている。
同時リリースの「UGA NAVI QUEEN（BT-SN02）」「UGA NAVI KING（WL-NC03G(GD)）」に対応。
採点
ウガプラスまでの採点を一新。まずオンライン採点には、うたウガ会員・上位3位入賞・90点以上・途中キー変更なし・最後まで完唱の5条件を満たして公開指定するとその歌唱データがアップロードされて全国のウガネクストで聴けるようになる「ノンストップオーディション ウガバト」と、オンライン上のうたウガ会員と一対一で対戦する「UGAオンラインファイター」を導入。通常採点には、音程・ビブラート・音感・声量の変動などの要素をグラフにより細かく判定する「高精度採点」を導入。さらに2009年4月からは、「ノンストップオーディション ウガバト」でアップロードされた歌唱データの中から毎月優秀曲を選び、前親会社のUSENによる衛星放送『SOUND PLANET』などの専門チャンネルでオンエアするサービスも開始した。
なおウガプラス（UGA-10）＋UGA NAVI QUEEN（BT-SN02）、UGA NAVI KING（WL-NC03G(GD)）あるいはキョクナビ（JR-300）の環境でも、アップロード機能なしの通常の「ウガバト」が利用可能。
uga next Lite（ウガネクストライト：UGA-N10）
ナイト市場向けの廉価版機種。外観はウガネクストと同一であるが、搭載HDDの容量が異なる。収録曲数は、UGAの約半分である60000曲。月間配信曲はこれまでのUGA同様、最大500曲となる。

### 宴会場向け機器
UGA-RAKUEN「楽宴」（ウガラクエン：LKS-01W） / UGA-RAKUEN「楽宴」Lite（ウガラクエンライト：LKS-01L）
旅館・ホテルの宴会場向けの業務用カラオケシステム。

## 周辺機器

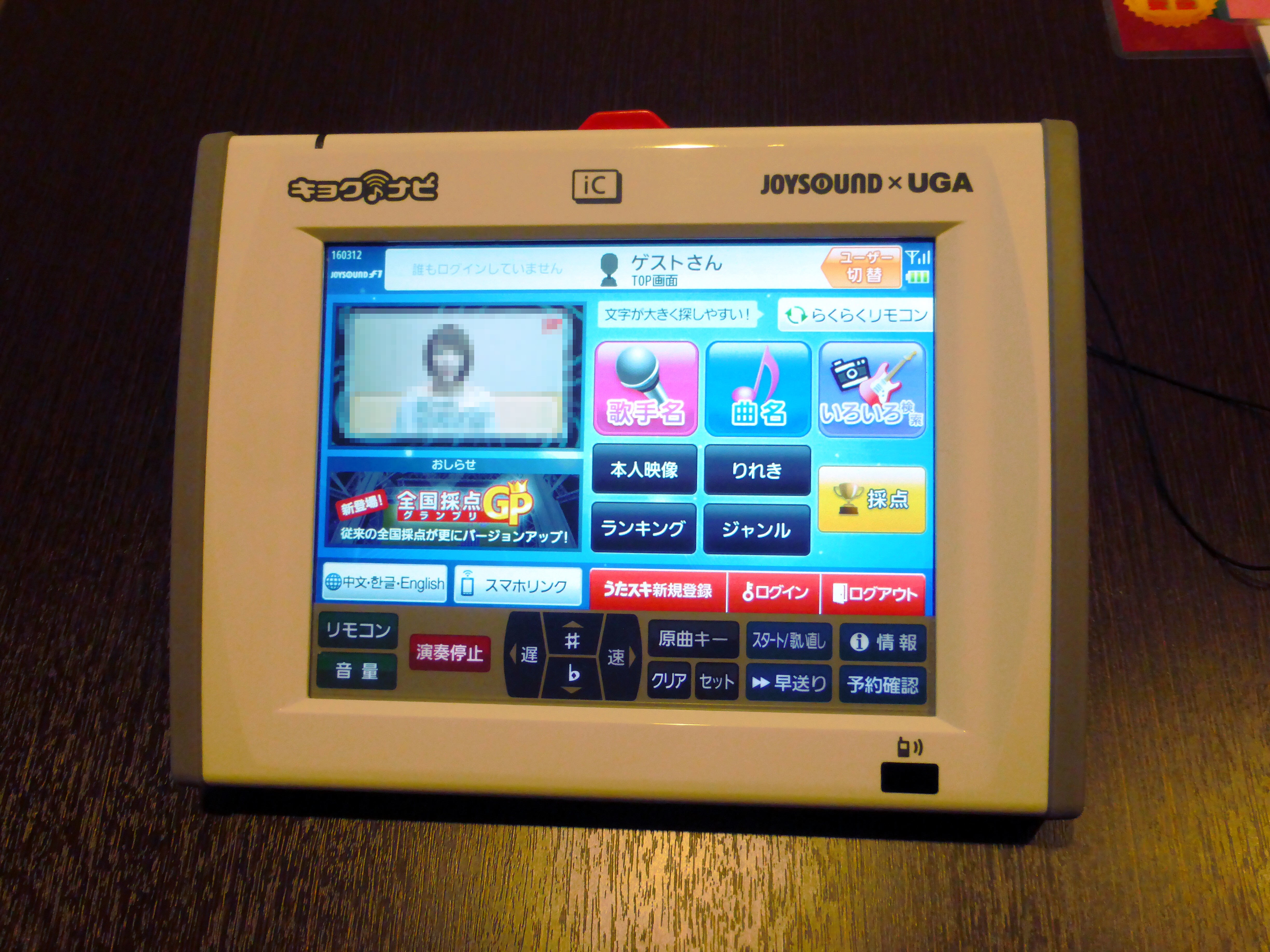
キョクナビ（JR-300）

UGAパーティーステーション
2007年8月に発売したエンタテインメントテーブル。テーブルに42インチ大画面モニターが搭載されている。
UGA NAVI（BT-SN01（F））、UGA NAVI QUEEN（BT-SN02）、UGA NAVI KING（WL-NC03G（GD））
UGA NAVIは2005年11月に「U+」と、UGA NAVI QUEENとUGA NAVI KINGは2008年9月、「U→」と同時リリースされた楽曲検索ナビシステム。QUEEN・KINGは選曲データの履歴や任意の楽曲などを登録可能な「マイページ」にアクセス可能（利用に必要な「うたウガ」の会員登録にも対応）。QUEENは初代UGA NAVIの後継であり最低限の機能のみ搭載するが、発売時で業界最軽量を実現している。KINGはQUEENの全機能に加えてパスワード認証を必要としない指紋認証機能や、歌詞のフレーズ検索や部分一致検索も可能な高機能なキーワード検索が搭載されているが、初代UGA NAVIやQUEENと比べて若干レスポンスが遅くなってしまった。
キョクナビ（JR-300 / JR-300(BK)）
2011年5月30日にBMBを引き継いだエクシングからUGA NAVI QUEEN及びJOYSOUND用キョクNAVI.s（JR-100s）の共通の後継として発売。カラオケ機器として初めてOSにAndroid（組み込み用Android）を採用しているが、CROSSO用キョクNAVI（JR-200X）に似た雰囲気の画面構成となった。

## CMキャラクター
- UGAパンダ（ - 2008年11月） - UGA公式キャラクター。声は間宮くるみが担当。CM以外では現在も使用されているが、エクシングによる買収後デザインが変更・簡略化されている。
- 剛田武（2008年12月 - ） - テレビアニメ『ドラえもん』の登場人物。声は木村昴が担当。「音痴」の代名詞といわれる彼が美声を披露してウガネクストの新機能「ウガボイス」をアピール。使用楽曲名は「オレの鼻と白い花」。

## 提供番組
全て過去。
- CDTV （TBS）
- 鋼の錬金術師 FULLMETAL ALCHEMIST（毎日放送制作、TBS系列）
- ランク王国（TBS系列）
- ドラえもん（テレビ朝日系列）
- クレヨンしんちゃん（テレビ朝日系列）

ほか